# Пашково (Почепский район)
Пашково — деревня в Почепском районе Брянской области, в составе Польниковского сельского поселения. 
 Расположена в 18 км к северо-западу от Почепа, примыкает с юга к деревне Польники. Население — 239 человек (2010).
Имеется сельский Дом культуры, библиотека.

## История
Упоминается с 1632 года; со второй половины XVII века в составе Почепской (2-й) сотни Стародубского полка (чисто казацкое поселение).
С 1782 по 1918 гг. — в Мглинском повете, уезде (с 1861 — в составе Алексеевской волости); в 1918—1929 гг. — в Почепском уезде (Алексеевская, с 1924 — Балыкская волость).
С 1929 года в Почепском районе. С 1930-х гг. до 1959 года входила в Селищанский сельсовет; позднее в Польниковском сельсовете (в 1980—1990-х гг. — его центр).